# 고민환
고민환(高敏煥, 1952년 3월 14일~)은 대한민국의 산부인과 의사이자 의학박사이며 예비역 대한민국 육군 소령이다. 을지대학교 초빙교수 겸 서울 을지병원 산부인과 초빙교수이기도 하다.

## 학력
- 서울대학교 의과대학 의학과 학사
- 서울대학교 의과대학원 의학석사 · 의학박사

## 생애

### 어린 시절
서울에서 출생하였으며, 경상북도 경주, 안동, 대구 등에서 성장하였다.

### 주요 활동 이력
본관은 횡성이며, 배우자는 요리연구가 이혜정이다.
영남대학교 의과대학 교수와 영남대학교 의료원 산부인과 과장을 거쳐 경기도 고양에서 고산부인과 원장을 역임하였으며, 현재 을지대학교 초빙교수 겸 서울 을지병원 산부인과 교수이다. 그의 현재 주요 거주지는 경기도 과천이다.

### 결혼과 가족 관계
육군 군의관 소령으로 예편한 그는 대위 시절이던 1979년 3월 중순에 이혜정과 결혼하였다. 슬하 1남 1녀가 있다.

### 직계 가족 관계
- 배우자: 이혜정(1956년 11월 30일(68세), 요리연구가 겸 수필가)
  - 아들: 고준구(1979년 8월 6일(45세), 법학연구원)
  - 딸: 고준영(1982년 5월 3일(42세), 요리연구가)

## 주요 경력
- 1977년 육군 중위 임관(1977년 3월)
- 1979년 육군 대위 진급(1979년 3월)
- 1984년 육군 소령 진급(1984년 3월)
- 1988년 육군 소령 예편(1988년 1월 23일)
- 1988년 영남대학교 의과대학 교수(2009년 퇴임)
- 1991년 미국 예일 대학교 의과대학 방문교수(1993년 퇴임)
- 1998년 대한여성성의학연구회 회장(2007년 퇴임)
- 2007년 영남대학교 의료원 산부인과 과장(2009년 퇴임)
- 2018년 닥터스랜드의원 원장(2018~)

## 저술·저서
- 《부인종양학》 - 도서출판 칼빈서적(1996년 1월 30일)
- 《산과학》 - 도서출판 칼빈서적(1997년 10월 10일)
- 《부인과학》 - 도서출판 칼빈서적(1997년 10월 10일)
- 《부인과 내시경학》 - 대한산부인과 내시경학회(2003년 3월 23일)